# David Watts (Spieleautor)
David Gwyn Watts (* 3. September 1932 in Purfleet, Essex) ist ein britischer Spieleautor und ehemaliger Verleger von Rostherne Games. Sein größter Erfolg war das 1984 als Spiel des Jahres ausgezeichnete Strategiespiel Dampfross.

## Leben
Watts wuchs in Süd-Wales auf und arbeitete ab 1957 als Lehrer für Geographie in einer Grundschule im walisischen Milford Haven und versuchte durch selbstgezeichnete Landkarten verbunden mit einem Eisenbahnspiel seinen Schülern die Landschaften Wales’ nahezubringen. Ab 1973 verkaufte er seine Spiele vor allem an Schulen, die sie als Hilfsmittel im Geschichts- und Geographieunterricht verwendeten. Sein Verlag Rostherne Games wurde nach dem Namen seines Hauses in Milford Haven benannt, dieser vertrieb dann das Spiel als Railway Rivals mit leeren Hexfelder-Karten, wo die Spieler die Städte, Flüsse und Gebirge selbst einzeichnen mussten. Die deutsche Firma Bütehorn erwarb 1979 die Lizenz und kam mit Dampfross und vorgefertigten Karten erstmals auf den Markt. Nach dem Konkurs von Bütehorn vermarktete 1983 Schmidt Spiel + Freizeit das Spiel. Als Watts im selben Jahr eine Frühpensionierung angeboten wurde, hat er diese angenommen und arbeitete weiter als freiberuflicher Spieleerfinder. Bis 1992 hat er über 70 Dampfross-Karten entworfen.
1998 setzte sich Watts zur Ruhe und veräußerte Rostherne Games. Watts ist seit 1958 verheiratet und hat drei Kinder.

## Spiele (Auswahl)
Dampfross kam auch in mehreren anderen Ländern erfolgreich heraus und Watts fertigte einige Zusatzkarten, unter anderem eine Geographie Chinas. Außer diesem Erfolg erfand er zahlreiche andere Spiele:
- 1985: Bus Boss
- 1986: Pirateninsel[6]
- 1988: Peninsular War 1808-14
- 1990: Chessington
- 1990: Winchester
- 1992: Overdrafts
- 1993: Mine!
- 1996: Scramble for Africa